# 陸中國

陸中國

陸中國（日语：〔〕／〔〕 Rikuchūnokuni */?）是日本舊時的令制國之一，屬東山道。陸中國的領域大約為現在的岩手縣，但不包括岩手縣東南部的氣仙郡、陸前高田市、大船渡市、釜石市的南部、岩手縣西北的二戶郡，另包括秋田縣東北部的鹿角市和小坂町。

## 歷史
陸中國是在明治元年（1868年）12月7日由陸奧國所分割出來的新令制國，持續時間很短，明治四年（1871年）廢藩置縣後，於12月13日分納入盛岡縣與秋田縣。